# اولدریخوف (ناحیه پرروف)
اولدریخوف (به چکی: Oldřichov) یک منطقهٔ مسکونی در جمهوری چک است که در ناحیه پرروف واقع شده‌است. اولدریخوف ۱۲۴ نفر جمعیت دارد و ۲۲۲ متر بالاتر از سطح دریا واقع شده‌است.